# Joan Jordi I de Saxònia-Eisenach
Joan Jordi I de Saxònia-Eisenach (en alemany Johann Georg I von Sachsen-Eisenach) va néixer a Weimar (Alemanya) el 12 de juliol de 1634 i va morir en un accident de caça a Eckhartshausen el 19 de setembre de 1686. Era un noble alemany fill del duc Guillem de Saxònia-Weimar (1598-1662) i de la princesa Elionor Dorotea d'Anhalt-Dessau (1602-1664).

Després de la mort del seu pare, el 1662, el seu germà gran Joan Ernest II va heretar Weimar, i el segon, Adolf Guillem va rebre Eisenach. Joan Jordi, com a tercer fill va rebre una renda del ducat de Saxònia-Eisenach i va fixar la seva residència a la petita ciutat de Marksuhl.
El 1668 va morir el seu germà Adolf Guillem. Tots els seus fills, però, van morir quan encara eren infants, de manera que Joan Jordi va esdevenir primer el regent del ducat i finalment l'heretà. A l'any següent, el 1672, la mort sense hereus del duc de Saxònia-Altenburg  Frederic Guillem III va obligar a fer un nou tractat de la divisió de les terres familiars. Joan Jordi va ser confirmat en la seva possessió d'Eisenach i va guanyar, a més, algunes ciutats, i el seu germà petit,  Bernat, va heretar Jena.
Joan Jordi es va convertir, així, en el fundador de la línia més recent dels ducs de Saxònia-Eisenach, que es va extingir el 1741.

## Matrimoni i fills
El 29 de maig de 1661 es va casar a Wallau amb la comtessa Joana de Sayn-Wittgenstein (1626-1701), filla del comte Ernest (1594-1632) i de Lluïsa Juliana d'Erbach (1603-1670). El matrimoni va tenir vuit fills:
- Elionor (1662-1696), casada primer amb Joan Frederic de Brandenburg-Ansbach (1654-1686), i després amb Joan Jordi IV de Saxònia.
- Frederic August (1663-1684).
- Joan Jordi II (1665-1698).
- Joan Guillem (1666-1729), casat primer amb Amàlia de Nassau-Dietz, després amb Cristina Juliana de Baden-Durlach (1678-1707), posteriorment amb Magdalena Sibil·la de Saxònia-Weissenfels (1673-1726), i encara amb Maria Cristina de Leiningen-Heidesheim.
- Maximilià Enric (1666-1668).
- Lluïsa (1668-1669).
- Frederica Elisabet (1669-1730), casada amb Joan Jordi de Saxònia-Weissenfels.
- Ernest Gustau (1672-1672).